# Wanfried
Wanfried é um município da Alemanha, situado no distrito de Werra-Meißner, no estado de Hesse. Tem 46,9 km² de área, e sua população em 2019 foi estimada em 4.174 habitantes.